# Nikolaj Aleksandrovič Kozyrev
Nikolaj Aleksandrovič Kozyrev (Taganrog, 2 settembre 1908 – Leningrado, 27 febbraio 1983) è stato un astrofisico e astronomo russo. Noto principalmente per essere stato lo scopritore nel 1958 di un fenomeno transitorio che indica l'attività vulcanica sulla Luna.

## Biografia
Kozyrev ha conseguito il dottorato in Fisica nell'Università di San Pietroburgo e dal 1931 ha lavorato presso l'Osservatorio di Pulkovo come astronomo e astrofisico. 
Fu vittima delle grandi purghe di Stalin: arrestato nel novembre 1936, fu condannato a 10 anni di carcere con l'accusa di attività controrivoluzionaria. Nel gennaio 1941 ricevette un'altra condanna a 10 anni per "propaganda ostile". Mentre era incarcerato, gli è stato permesso di svolgere lavori legati all'ingegneria. Tuttavia, grazie alle pressioni esercitate dai suoi colleghi, fu rilasciato nel dicembre 1946. Durante la sua prigionia, Kózyrev aveva considerato il problema della fonte di energia delle stelle e formulato una teoria al riguardo. 
Tuttavia, Kozyrev è famoso soprattutto per le sue teorie sull'energia cosmica e il suo lavoro nel campo della parapsicologia. Credeva che l'universo fosse pervaso da un'energia sconosciuta e che il tempo potesse essere influenzato da potenziali energetici.
Nel 1953, Kózyrev ha tentato di analizzare il fenomeno della Luce cinerea di Venere, un bagliore notturno nell'atmosfera di Venere la cui esistenza rimane controversa. Fece anche le prime osservazioni dello spettro visibile e ultravioletto di Venere. Il suo calcolo del bilancio termico di Venere ha smentito la teoria allora ampiamente diffusa secondo cui le nuvole di Venere erano costituite da polvere. Kózyrev ha sostenuto che l'energia assorbita nell'atmosfera superiore crea tempeste ad alta quota, ma che la superficie di Venere rimane debolmente illuminata. Questo lavoro ha influenzato le successive teorie su Venere e il vincitore del premio Nobel Harold Urey ha dedicato un articolo all'analisi delle sue implicazioni.
Kozyrev ha anche stabilito una connessione tra il suo lavoro sull'energia cosmica e la parapsicologia. Secondo lui, le persone potevano avere delle percezioni extrasensoriali grazie alla loro capacità di sintonizzarsi con l'energia cosmica. Questo lo portò a studiare anche fenomeni come la telepatia e la chiaroveggenza.
Nonostante l'interesse per le sue teorie innovative, Kozyrev incontrò molta resistenza da parte della comunità scientifica ufficiale che considerava il suo lavoro eccentrico. Tuttavia, continuò a svolgere i suoi studi fino alla sua morte nel 1983.

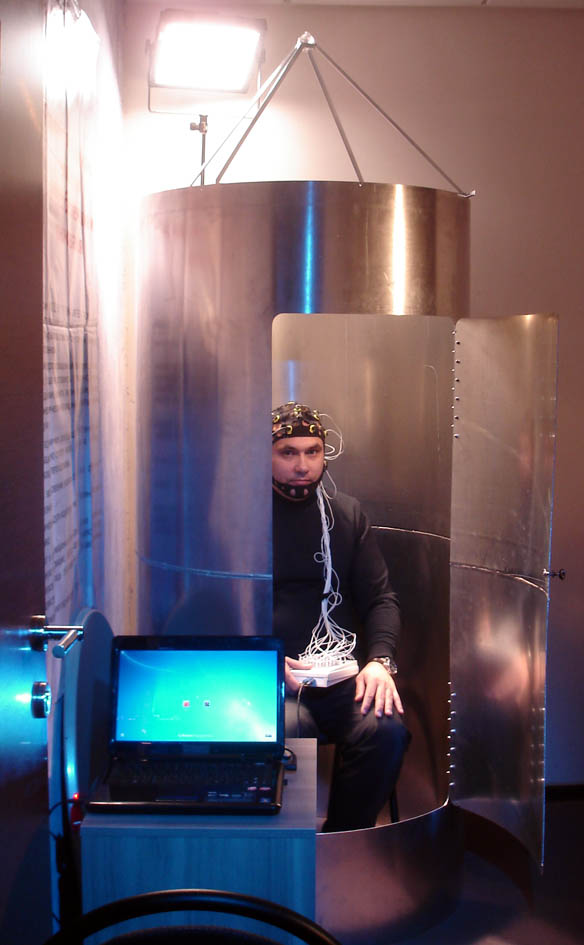
Specchio di Kosyrev in un esperimento

## Gli specchi di Kozyrev
Uno specchio Kozyrev è un dispositivo di alluminio (a volte fatto di vetro o di qualche materiale riflettente come uno specchio) con la sua superficie a forma di spirale è in grado di mettere fuoco diversi tipi di radiazioni elettromagnetiche, compresi i tipi di radiazioni provenienti da esseri viventi. Gli specchi di Kozyrev sono stati utilizzati in esperimenti relativi alla percezione extrasensoriale condotti presso l'Istituto Siberiano di Medicina Sperimentale, divisione dell'Accademia russa delle scienze.

## Riconoscimenti
Nel settembre 1969, l'Accademia internazionale di astronautica (Parigi) riconobbe ufficialmente lo studio di Kózyrev "per le sue notevoli osservazioni telescopiche e spettrali dei fenomeni luminescenti sulla Luna, dimostrando che il satellite è ancora un corpo attivo, e per aver stimolato lo sviluppo internazionale dei metodi di ricerca sulla luminescenza."
I seguenti elementi astronomici portano il suo nome:
- L'asteroide 2536 Kozyrev.
- Il cratere Kozyrev sulla Luna.